# Ivanić-Grad
Ivanić-Grad ist eine Stadt an der Lonja im nördlichen Teil Kroatiens, die zur Gespanschaft Zagreb gehört. Nach der Volkszählung von 2021 zählt Ivanić-Grad 12.939 Einwohner.

## Geographie
Die Stadt Ivanić-Grad liegt am Fluss Lonja in Moslavina, auf einer Höhe von 103 m über dem Meeresspiegel, in unmittelbarer Nähe von Zagreb. Die Nord-Süd-Ausdehnung der Gemeinde beträgt etwa 25,5 km und die West-Ost-Ausdehnung etwa 12 km, im Norden der Stadt sogar bis zu 21 km. Die Gesamtfläche beträgt 173,57 km² (17.357 ha).
Das Gebiet um Ivanić besteht aus 22 Orten: Caginec, Deanovec, Derežani, Donji Šarampov, Graberje Ivanićko, Greda Breška, Ivanić Grad, Jalševec Breški, Lepšić, Lijevi Dubrovčak, Opatinec, Posavski Bregi, Prečno, Prerovec, Prkos Ivanićki, Tarno, Topolje, Trebovec, Šemovec Breški, Šumečani, Zaklepica i Zelina Breška.

## Verkehr
Ivanić-Grad liegt an der Autobahn 3 (Zagreb–Lipovac und weiter nach Belgrad). Die gleichnamige Anschlussstelle befindet sich etwa 3 km südlich des Stadtzentrums. Die Nationalstraße Državna cesta D43 führt von Ivanić-Grad in nordöstlicher Richtung ins 46 km entfernte Bjelovar. Zudem hat die Stadt einen Bahnhof an der wichtigen Transitstrecke Zagreb – Slavonski Brod – Belgrad.